# Ricsei járás
A Ricsei járás Borsod-Abaúj-Zemplén megyéhez tartozó járás volt Magyarországon, 1950. június 1. és 1956. január 31. között. Székhelye Ricse volt.

## Története
A Ricsei járás az 1950-es járásrendezés során jött létre 1950. június 1-jén a Sátoraljaújhelyi járás Bodrogközbe eső községeinek nagy részéből, és 1956. január 31-jével szűnt meg, amikor ismét teljes egészében beolvasztották a Sátoraljaújhelyi járásba. Előzménye az 1945-ben megszüntetett Bodrogközi járás volt.

## Községei
Az alábbi táblázat felsorolja a Ricsei járáshoz tartozott községeket, bemutatva, hogy mikor tartoztak ide, és hogy hova tartoztak megelőzően, illetve később.
| Község       | Mikortól            | Honnan                    | Meddig              | Hova                              |
| ------------ | ------------------- | ------------------------- | ------------------- | --------------------------------- |
| Cigánd       | 1950. június 1.     | Sátoraljaújhelyi járásból | 1956. január 31.    | Sátoraljaújhelyi járáshoz         |
| Cséke        | 1950. június 1.     | Sátoraljaújhelyi járásból | 1950. szeptember 5. | Lácával egyesült Lácacséke néven  |
| Dámóc        | 1950. június 1.     | Sátoraljaújhelyi járásból | 1956. január 31.    | Sátoraljaújhelyi járáshoz         |
| Kisrozvágy   | 1950. június 1.     | Sátoraljaújhelyi járásból | 1956. január 31.    | Sátoraljaújhelyi járáshoz         |
| Láca         | 1950. június 1.     | Sátoraljaújhelyi járásból | 1950. szeptember 5. | Csékével egyesült Lácacséke néven |
| Lácacséke    | 1950. szeptember 6. | Cséke és Láca egyesülése  | 1956. január 31.    | Sátoraljaújhelyi járáshoz         |
| Nagyrozvágy  | 1950. június 1.     | Sátoraljaújhelyi járásból | 1956. január 31.    | Sátoraljaújhelyi járáshoz         |
| Pácin        | 1950. június 1.     | Sátoraljaújhelyi járásból | 1956. január 31.    | Sátoraljaújhelyi járáshoz         |
| Révleányvár  | 1950. június 1.     | Sátoraljaújhelyi járásból | 1956. január 31.    | Sátoraljaújhelyi járáshoz         |
| Ricse        | 1950. június 1.     | Sátoraljaújhelyi járásból | 1956. január 31.    | Sátoraljaújhelyi járáshoz         |
| Semjén       | 1950. június 1.     | Sátoraljaújhelyi járásból | 1956. január 31.    | Sátoraljaújhelyi járáshoz         |
| Zemplénagárd | 1950. június 1.     | Sátoraljaújhelyi járásból | 1956. január 31.    | Sátoraljaújhelyi járáshoz         |

## Területe és népessége
Megszűnése előtt, 1956 elején területe 237 km², népessége pedig mintegy 20 ezer fő volt.